# Khaix
Khaix (armeni: Խաշ, georgià: ხაში, khaixi, àzeri: xaş) és una sopa tradicional de la cuina armènia i del país veí de Geòrgia, originari de la regió propera a Shirak elaborat principalment amb les peülles de les vaques (o del bestiar). En el passat era considerat com un plat humil que proporcionava aliment a les classes més baixes dels armenis de les zones rurals, es considera un plat que apareix servit en les festivitats d'hivern, per regla general en companyia d'homes.

## Característiques
El principal ingredient del khaix són els peus o peülles del bestiar, principalment de la vaca. És possible que altres parts entren en l'elaboració d'aquest plat, tals com la cap i l'estómac. Les peülles (conegudes en armeni com totikner) es depilen, es netegen convenientment i es couen en aigua durant un llarg període (generalment una nit) fins que es forma un brou dens i la carn se separa dels ossos. No s'afegeix sal ni cap espècie durant aquest procés de cocció. El plat se serveix calent. Només se li afig sal, all, i suc de llimó, o vinagre d'acord amb el gust del comensal. Se solen afegir rosegons de lavash sec perquè existisca una mica més de substància en el brou.
El khaix se serveix per regla general acompanyat d'altres aliments, tals com pebrots (rojos o grocs), adobats, raves, formatge, i abundant quantitat d'herbes fresques. El menjar s'acompanya de vodka (preferiblement amb vodka de móres) i aigua mineral.

## Ritual i costums
Existeix un ritual en els banquets en els quals se serveix el khaix. Molts participants deixen per a menjar el dia anterior per a poder abordar amb major apetit el khaix. La ingesta d'aquesta sopa d'olor i aromes fortes en conjunció amb l'alcohol (vodka) potencia els sabors, el khaix s'elabora per regla general els caps de setmana o en les vacances.
Les convencions modernes en Armènia dicten que aquest plat ha de ser servit només en els mesos que posseeixen la lletra 'r' en el seu nom, açò exclou maig, juny, juliol, i agost (el nom dels mesés en armeni procedeix de les denominacions llatines). No existeix aquesta restricció en Geòrgia. Un aliment similar denominat piti en el veïnatge de la província de Kars, s'elabora amb les potes (peus) de bestiar, principalment ovelles. El khaix roman amb els seus ingredients bàsics des de fa molts segles.
La població armènia i georgiana creu que el khaix posseeix propietats preventives o de detenció de l'artritis, és una creença popular no corroborada per la ciència, ells raonen que l'abundància en els seus ingredients d'elements tals com les juntures de les articulacions, els cartílags, les peülles, els teixits conjuntius.